# SMS Viribus Unitis

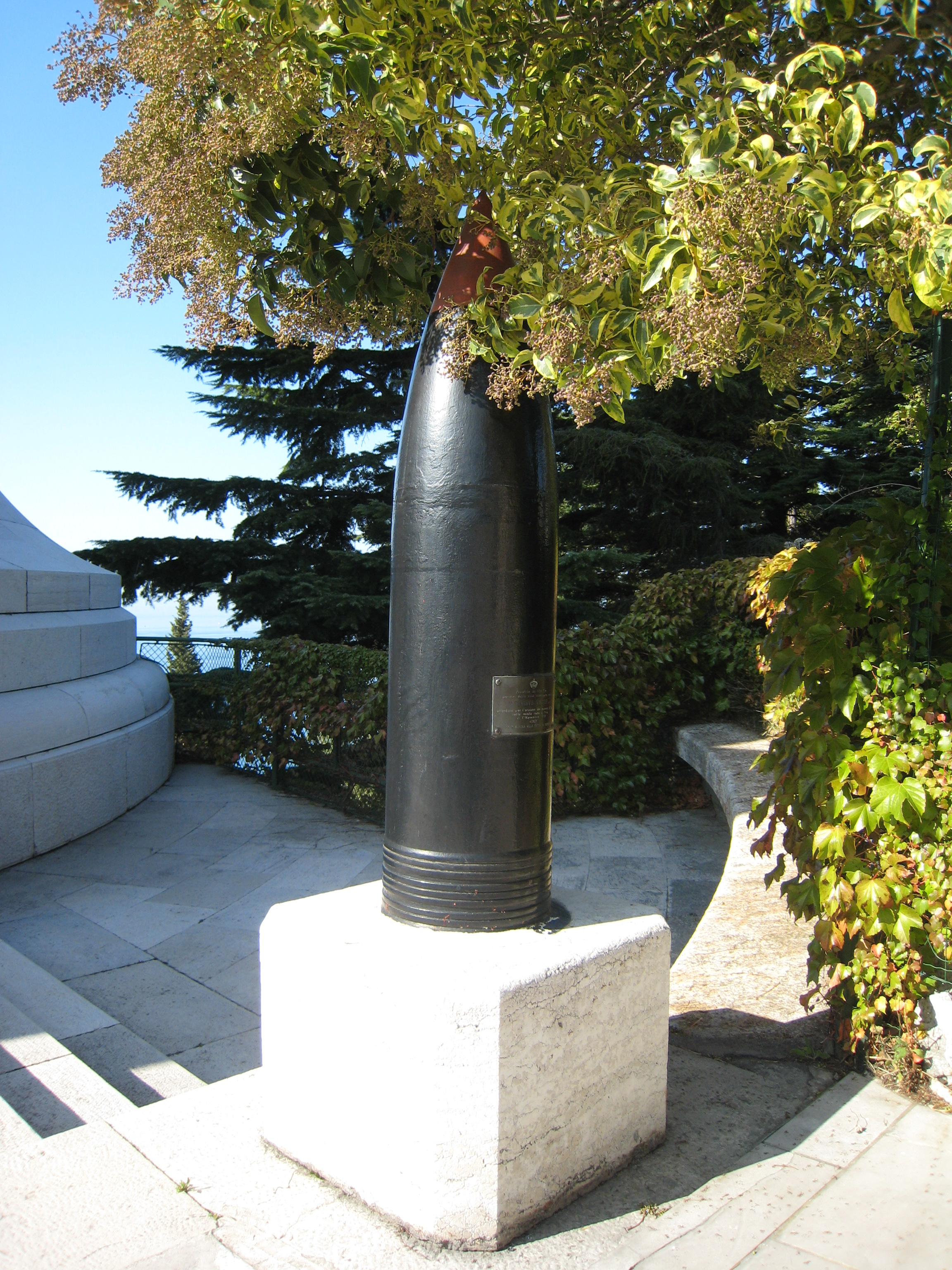
Proiettili della Viribus Unitis all'ingresso del Faro della Vittoria di Trieste

La corazzata SMS Viribus Unitis era la nave ammiraglia della imperial-regia marina austroungarica.
Appartenente alla classe Tegetthoff insieme alle gemelle Szent István, Prinz Eugen e Tegetthoff, uscì nel 1911 dai cantieri navali di Trieste e, dopo uno scarso utilizzo durante la prima guerra mondiale, fu affondata nella mattinata del 1º novembre 1918 durante un'incursione della Regia Marina italiana in quella che divenne storicamente nota come Impresa di Pola.
Dalla mezzanotte precedente la nave, insieme a gran parte della flotta austroungarica, era stata ceduta al neoistituito, e formalmente neutrale, Stato degli Sloveni, Croati e Serbi.

## Costruzione
Disegnata dall'ingegnere Siegfried Popper, la Viribus Unitis costò circa 67 milioni di corone e per la sua costruzione vennero impiegati in media 2.000 operai dello Stabilimento Tecnico Triestino per una durata di 25 mesi.

## Servizio
Dopo il bombardamento della costa adriatica del 24 maggio 1915 e per tutta la durata della prima guerra mondiale, la Viribus Unitis, al pari del grosso della flotta da guerra austriaca, rimase alla fonda nel golfo di Pola e non venne impiegata in scontri in mare aperto, secondo la strategia della fleet in being. La corazzata fece la sua prima importante uscita l'8 giugno del 1918, quando in preparazione di una grande operazione navale mirante a forzare il blocco del Canale d'Otranto fu portata in Dalmazia assieme alla nave sorella Prinz Eugen. L'inatteso attacco dei MAS italiani di Luigi Rizzo al largo di Premuda, in cui venne affondata la Szent István (Santo Stefano), stravolse tutti i piani austriaci ed ebbe per conseguenza il ritorno immediato della flotta nella sicura rada di Pola.

## L'affondamento
Nell'imminenza della fine della guerra, quando da giorni le autorità militari austro-ungariche erano pronte a negoziare un armistizio, la Viribus Unitis fu oggetto di un'ardita incursione della Regia Marina: nella notte tra il 31 ottobre e il 1º novembre 1918 gli ufficiali Raffaele Rossetti e Raffaele Paolucci, eludendo le difese portuali, entrarono nel golfo di Pola a bordo di una mignatta e applicarono una carica esplosiva sotto la carena della Viribus Unitis predisposta ad esplodere alle 6:30 in punto.
I due incursori furono tuttavia scoperti e, una volta catturati, vennero a sapere che 12 ore prima l'Austria-Ungheria, resasi conto che la guerra era persa, per evitare che gli alleati si impadronissero della flotta imperiale, aveva creato il neutrale Stato degli Sloveni, Croati e Serbi a cui aveva ceduto tutte le navi.
I due ufficiali decisero quindi di comunicare al Comandante dell'unità, Janko Vukovic, la fine imminente della nave solo alle 6.00, senza rivelare il tipo (mignatta) e l'ubicazione dello stesso. Vukovic diede ordine di abbandonare la nave e di trasferire i prigionieri a bordo della nave gemella Tegetthoff. Ma l'esplosione non avvenne, come previsto, alle 6.30 e l'equipaggio fece gradualmente ritorno a bordo, non dando più credito all'avvertimento dei due italiani, finché alle 6.44 la carica brillò davvero e la corazzata austriaca, inclinatasi su un lato, cominciò rapidamente ad affondare in soli 10 minuti. L'azione si concluse così con oltre 300 tra vittime e dispersi, tra cui il comandante Vuković, che fu colpito mortalmente dalla caduta di un albero di legno mentre, nuotando tra i flutti, cercava di porsi in salvo.
I due ufficiali saranno condotti prigionieri in porto e liberati 4 giorni dopo, il 5 novembre, quando Pola venne conquistata dalla Regia Marina. Il 4 novembre 1918 entra in vigore alle ore 15 l'Armistizio di Villa Giusti.

## Viribus Unitis e Francesco Ferdinando d'Asburgo
L'arciduca Francesco Ferdinando d'Asburgo presenziò al varo del giugno 1911 nello Stabilimento Tecnico Triestino, e nel giugno del 1914 la corazzata lo portò da Trieste a Ragusa per la visita a Sarajevo, dove cadrà vittima dell'attentato di Gavrilo Princip che scatenò la prima guerra mondiale. Le spoglie di Francesco Ferdinando e della moglie Sofia furono ritrasportate dalla Viribus Unitis a Trieste dove poi proseguirono per Vienna.

## Curiosità
Una delle sue ancore è tutt'oggi esposta davanti alla facciata del Museo storico navale di Venezia, insieme a quella della gemella Tegetthoff. Anche a Roma, ai lati dell'ingresso dal Lungotevere di Palazzo Marina, ex Ministero della Marina Militare, sono esposte 2 ancore: una della Viribus Unitis ed una della Tegetthoff.
Una parte della catena di un'ancora della Viribus Unitis fu donata al Comune di Pescasseroli (AQ) ed è ancora oggi posizionata intorno al Monumento ai Caduti della Prima Guerra Mondiale eretto nella nota località abruzzese.